# گمینا اوژمک
گمینا اوژمک (به لهستانی:  Gmina Ozimek) یک گمینا در لهستان است که در شهرستان اوپوله واقع شده‌است. گمینا اوژمک ۱۲۶٫۵ کیلومتر مربع مساحت و ۲۰٬۹۸۹ نفر جمعیت دارد.

## خواهرخوانده
شهر ریماروو خواهرخواندهٔ گمینا اوژمک هست.